# Čtyřkoly
Čtyřkoly település Csehországban, a Benešovi járásban. Čtyřkoly Pětihosty, Senohraby, Čerčany, Lštění és Pyšely településekkel határos. Lakosainak száma 783 fő (2024. január 1.).

## Népesség
A település lakosságának változását az alábbi diagram mutatja:
| Lakosok száma | 467  | 296  | 347  | 375  | 279  | 634  | 664  | 704  | 845  | 783  |
|               | 1869 | 1900 | 1921 | 1961 | 1980 | 2011 | 2016 | 2019 | 2021 | 2024 |